# Rama Aiphama
Rama Aiphama (n. Gorontalo el 17 de septiembre de 1956) es un cantante indonesio que interpreta temas musicales cantados en malayo, dangdut y keroncong. El punto más culminante de su carrera, fue en la década de los años 90. 

## Biografía
Rama contrajo matrimonio con Euis Kartika Sari, alrededor de 1993, quien fue su esposa y que actualmente tienen 3 hijos. En el 2008 se ha desatado una controversia sobre Rama, cuando la noticia dio a conocer sobre los maltratos familiares, en este caso su esposa y su hija, quienes fueron víctimas de los abusos del cantante. Su esposa Euis dio a conocer esta noticia, cuando ella fue a denunciar a la policía el 24 de diciembre de 2008. Euis la exesposa de Rama decidió, abandonar su hogar e irse a vivir con sus padres. Más adelante Rama, para evitar estos problemas familiares, el cantante se divorció de Euis en el mes de mayo del 2009.

## Discografía
- Aku yang Merindukanmu (1981)
- Ratna (1987)
- Dina Bestari (1995)
- Keroncong Disco Reggae (1996)
- Kroncong Disco Reggae Vol. 2 (1996)
- Jawa Disco Reggae (1997)
- Torang Samua Basudara (1999)
- Pesona Melayu (2001)
- Keroncong Jaipong Dangdut (2003)

- Datos: Q17410362